# Balmoral (судно)
Balmoral (ранее Norwegian Crown, построен как Crown Odyssey) — круизное судно, принадлежащее компании Balmoral Cruise Limited и находящееся в эксплуатации под управлением круизного оператора Fred. Olsen Cruise Lines. Построено на верфи Meyer Werft GmbH в Папенбурге в Германии в 1988 году.

## Прошлые названия
- Norwegian Crown (2003—2008)
- Crown Odyssey (2000—2003)
- Norwegian Crown (1996—2000)
- Crown Odyssey (1988—1996)

## История
Судно под строительным номером 616 было построено по заказу компании Royal Cruise Line на верфи Meyer Werft в Папенбурге в ФРГ в 1988 году. Судно получило название Crown Odyssey и автором проекта является датское архитектурное бюро Knud E. Hansen A/S. Первоначально судно эксплуатировалось между островами Карибского бассейна и в 1992 году было продано компании Kloster Cruise, которую в 1996 году поглотила американская Norwegian Cruise Line (NCL) и переименовала судно в Norwegian Crown. В 2000 году судно вернуло своё прежнее название и эксплуатировалось на Ближнем Востоке.
В 2003 году судно было подвергнуто основательной перестройке в Сингапуре на верфи Sembawang Shipyards и снова вышло в рейс под названием Norwegian Crown, где и проработало до 26 мая 2006 года, пока не было продано компании Fred. Olsen Cruise Lines, оставаясь в чартере.
7 ноября 2007 года судно было передано компании Fred. Olsen Cruise Lines и прошло операцию удлинения корпуса на серединную секцию длиной 30,20 в сухом доке Elbe 17 верфи Blohm + Voss Repair GmbH в Гамбурге, в результате его внешний вид стал сильно напоминать круизные теплоходы 302 проекта Дмитрий Фурманов, строившихся 1980-e годы в ГДР. Весившая 1800 тонн секция, шириной 28,21 метра была изготовлена на верфи Schichau Seebeck в Бремерхафене и вплавь 30 октября 2007 года доставлена в сухой док в Гамбурге.
После удлинения в 2008 году судно получило название Balmoral и эксплуатируется между портами Балтийского моря.

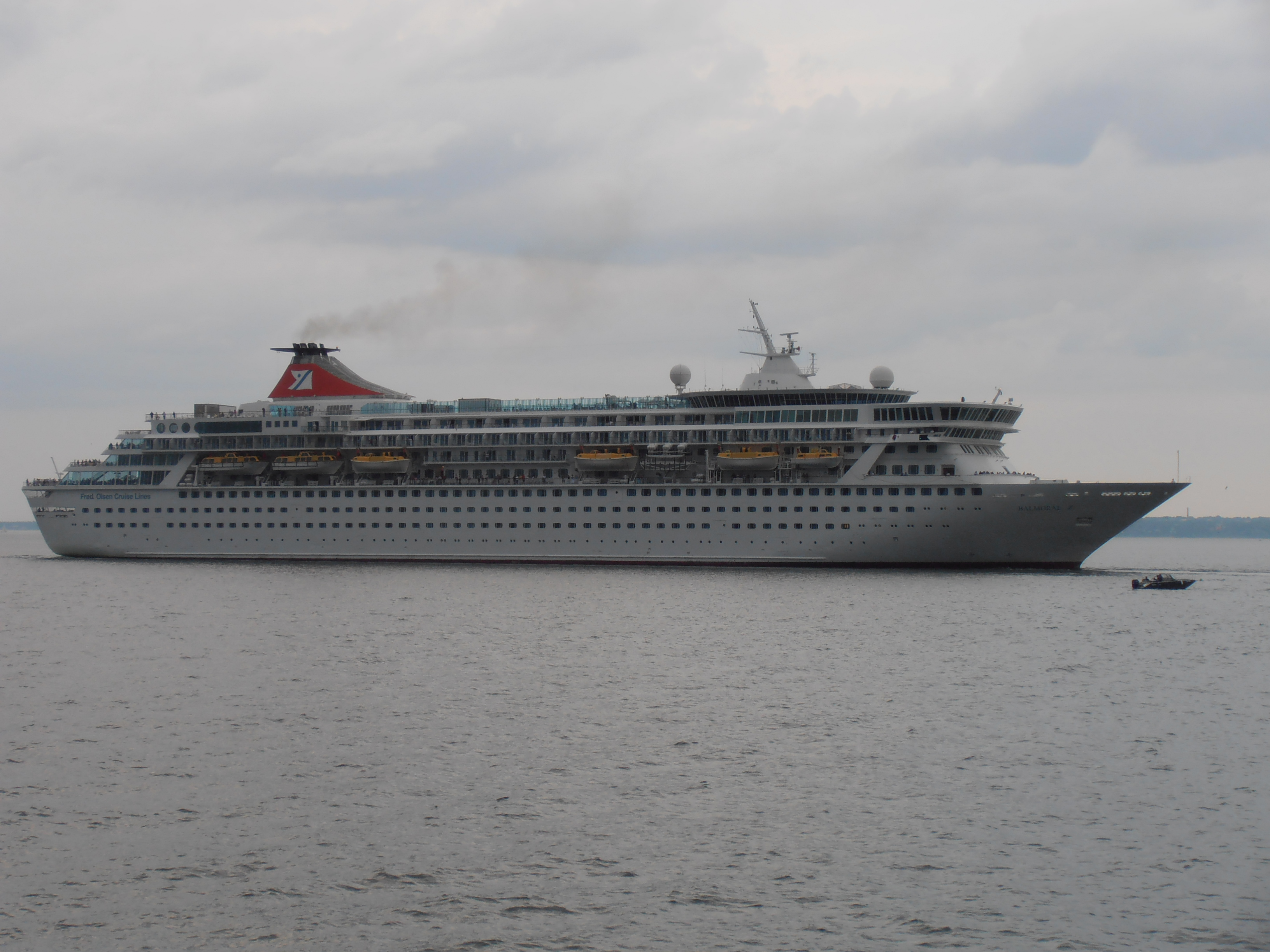
Разворот судна Balmoral в Таллинском порту

## Происшествия
8 апреля 2012 года Balmoral отправился в рейс из Англии, из Саутгемптона, выбрав тот же самый маршрут, что и 100 лет назад Titanic…

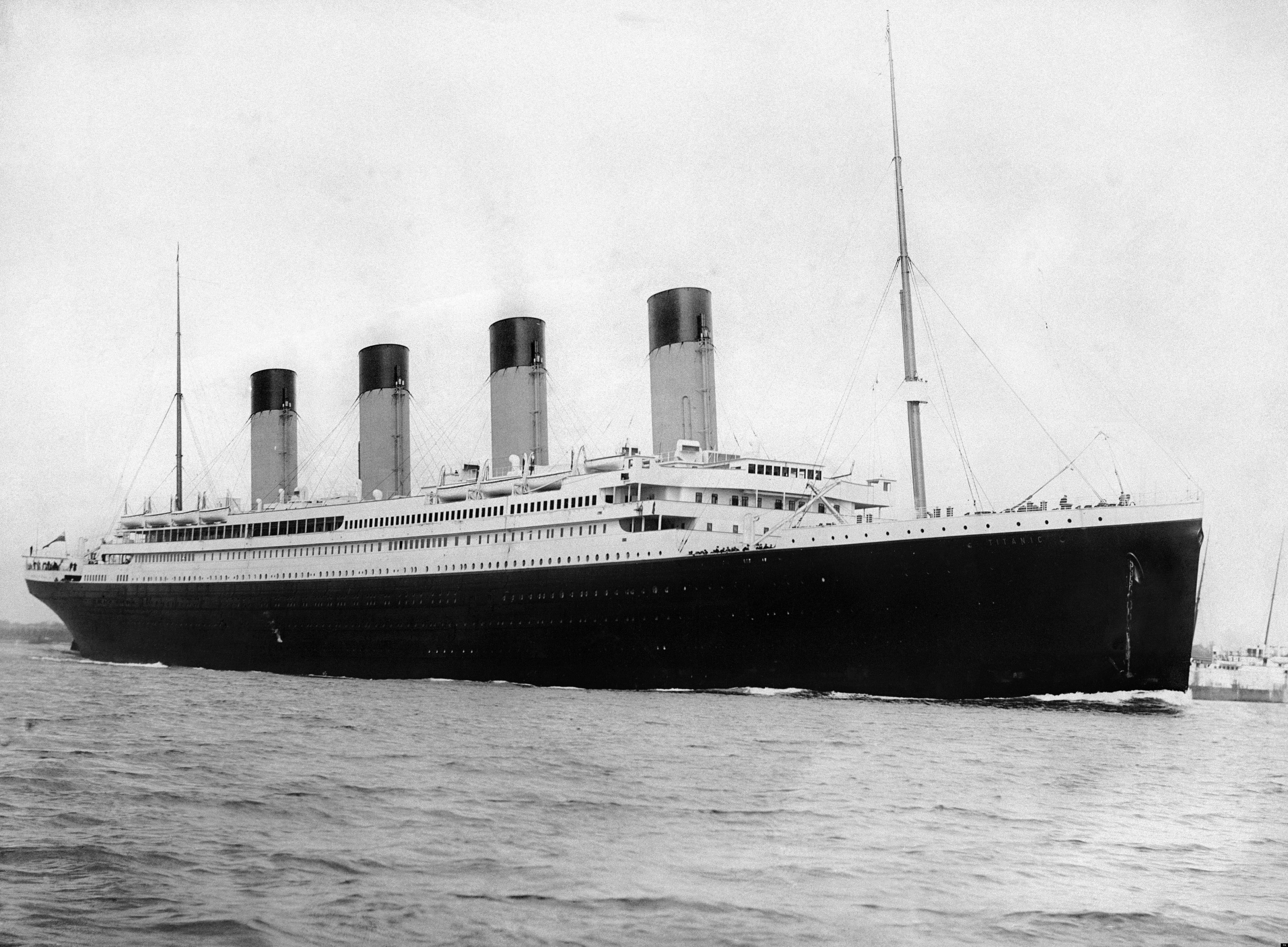
RMS Titanic